# خوان کوربلو
خوان کوربلو (اسپانیایی: Juan Curbelo‎; ۲۷ ژانویهٔ ۱۹۴۶ – ۲۱ مهٔ ۲۰۲۰) وزنه‌بردار اهل کوبا بود. وی در بازی‌های المپیک تابستانی ۱۹۶۸ و ۱۹۷۲ شرکت کرده‌است.